# Lolia Urbika
Lolia Urbika – postać z powieści Teodora Parnickiego Twarz księżyca, powieściowa żona cesarza Karyna.
Babka Lolii Urbiki była trzecią żoną afrykańskiego magnata i senatora, Bassusa. Po śmierci Bassusa jej niepełnoletnimi dziećmi zaopiekował się wnuk Mitroanii, Kwintus Klaudiusz Senecjo, który poślubił aktualną wdowę po Bassusie i przyjął imię Bassusa. Matka Lolii wyszła za Urbikusa Loliusza. Ich córka w pierwszej połowie lat siedemdziesiątych III wieku, dzięki pomocy męża Mitroanii, Anulina, wyszła za przyszłego cesarza, Karynusa. Ponieważ jej mąż obawiał tknąć się dziewicy, została kochanką jego brata, Numeriana, a męża pchnęła w objęcia jego żony, córki Ariusza Apra, Arii Antoniny.
Numerian zginął w 284 roku podczas wyprawy przeciw Persom. Mitroania była zdania, że sprawcą jego śmierci nie byli ani żądny władzy Aper, ani jego następca Dioklecjan, lecz Lolia Urbika, która jako powinowata Ragonidów, nie chciała dopuścić, by jej kochanek-poeta, odkrył, jak zamierzał, tajemnicę spoczywającą pod gruzami Mitreum i na dnie Oksosu. Lolia owdowiawszy mawiała, że poślubiłaby kogokolwiek, byle pomścił śmierć męża i kochanka. Dioklecjan nie brał jednak tego gadania na serio i nie odebrał jej ani życia, ani majątku. Uchodziła za rozpustnicę, ale świat jej pożądań nie miał żaru słońca, a jedynie blask księżyca – rozświetlał tylko mroczne drogi. Sykoriusz Pompejusz pragnął uczynić z niej kochankę swego syna, Sykoriusza Probusa, jak go określał cieplarnianego kwiatu.
W 292 roku uciekła wraz z Kwintusem Bassusem, który ciężko zranił kilku kolegów z senatu Cyrty, w góry numidyjskie. Bassus powrócił później w granice cesarstwa jako biskup chrześcijański, a Lolia zawędrowała do ówczesnej stolicy cesarstwa, Nikomedii. Pomagała Sykoriuszowi Probusowi i Mitroanii.

## Odniesienia historyczne
O historycznej żonie Karyna, Magnii Urbice, wiadomo niewiele. Wyszła za niego w kilka miesięcy po ogłoszeniu go cesarzem, najpewniej w lipcu 283 roku. Prawdopodobnie urodziła mu syna Nigryniana, który zmarł wkrótce po urodzeniu. Po śmierci męża została objęta damnatio memoriae – polegającym  na usunięciu jej wizerunków oraz inskrypcji z jej imieniem z miejsc publicznych.

## O postaci
Lolia Urbika, podobnie jak Sykoriusz Probus jest przekonana, że powrócił krwawy wiek żelazny, w którym zło i dobro są czym innym niż były w wiekach złotym i srebrnym. Jest bohaterką poszukującą. Świata jej pożądań nie oświetla jednak światło słoneczne lecz przebijający się przez mgły blask księżyca. Nie jest w stanie jej ogrzać, rozświetla tylko mroczne drogi, którymi przedziera się bohaterka, świadoma, o czym nie wiedzieli twórcy Partenonu, że żyć, to szukać. Jacek Łukasiewicz uważa ją za nowe wcielenie Teodory Stefanii ze Srebrnych orłów i Dionei z Końca „Zgody narodów”.